# Kaddo
Kaddo (ang. Caddo) – konfederacja północnoamerykańskich plemion indiańskich mówiących językami z rodziny językowej kaddo, w skład której wchodzą też plemiona Wichita, Kichai, Paunisi i Arikara.

## Historia
Indianie Kaddo zamieszkiwali pierwotnie tereny wzdłuż rzeki Red River, na terenach dzisiejszej Luizjany i Arkansas. Na obszarze wykopalisk w starych siedzibach Kaddo w Arkansas znaleziono ślady świadczące o tym, że pierwotnie ich głównym sposobem zdobywania pożywiania było polowanie.
W okresie kolonizacji Ameryki Kaddo byli ludem półosiadłym i kopieniaczym, zajmowali się garncarstwem i wyplataniem koszy. Uprawiali kukurydzę, dynie i warzywa, które były ich stałym pożywieniem. Zajmowali się też rybołówstwem i polowaniem.
Początkowo byli przyjaźnie nastawieni do Francuzów. Kiedy jednak wzmógł się napór białych osadników (XVIII w.), a Luizjana przeszła w 1803 roku na własność Stanów Zjednoczonych, plemię zostało zepchnięte na południe. W 1835 roku zostali zmuszeni do wyrzeczenia się swych rodzimych terenów i przewędrowali do Teksasu, gdzie połączyli się z innymi grupami konfederacji. W 1859 roku zostali zmuszeni do dalszej wędrówki. Osiedli na Terytorium Indiańskim w dzisiejszym stanie Oklahoma, w rezerwacie nad rzeką Washita.
Pewne cechy kultury Kaddo świadczą o ich związkach z indiańskimi kulturami prekolumbijskimi Meksyku i Jukatanu.

## Liczebność
Według danych U.S. Census Bureau, podczas spisu powszechnego w 2000 roku 2675 obywateli USA zadeklarowało, że jest pochodzenia Caddo, zaś 4663 oświadczyło, że ma pochodzenie wyłącznie lub między innymi Caddo.